# 岐阜県社会福祉士会
一般社団法人岐阜県社会福祉士会（いっぱんしゃだんほうじんぎふけんしゃかいふくししかい、英称 Gifu Association of Certified Social Workers）は、岐阜県の社会福祉士を会員とする法人。

## 本部所在地
- 岐阜県岐阜市下奈良2丁目2－1　岐阜県福祉・農業会館　５階

## 支部
- 岐阜支部　（岐阜市、羽島市、各務原市、山県市、瑞穂市、本巣市、岐南町、笠松町、北方町）
- 西濃支部　（大垣市、海津市、養老町、垂井町、関ケ原町、神戸町、輪之内町、安八町、揖斐川町、大野町、池田町）
- 中濃支部　（関市、美濃市、美濃加茂市、可児市、郡上市、坂祝町、富加町、川辺町、七宗町、八百津町、白川町、東白川村、御嵩町）
- 東濃支部　（多治見市、中津川市、瑞浪市、恵那市、土岐市）
- 飛騨支部　（高山市、飛騨市、下呂市、白川村）

## 部会・委員会
- 事業部会
- 広報部会
- 研修部会
- 組織強化部会
- 青年部会
- 子ども家庭福祉委員会
- 高齢者福祉委員会
- 障がい福祉委員会
- 権利擁護センター「ぱあとなあ岐阜」
  - （受託事業）障害者権利擁護センター